# 马赫沙尔大屠杀
马赫沙尔大屠杀（波斯語：‎  ) ，是2019年11月16日至11月20日间，於伊朗马赫沙尔大规模杀害抗议者的事件。事件发生在2019年至2020年的伊朗抗议期间。死亡人数估计在40  至150人。 